# Fotograf
Fotograf je osoba koja fotoaparatom "zaustavlja" pokrete i pretvara ih u fotografiju. On može biti umjetnik, ali i reporterski fotograf (njegove fotografije su priložene uz vijesti, članke o nekim događajima i zbivanjima).

## Umjetnički fotograf
Postoje razne teme kojima se fotograf-umjetnik može baviti. To mogu biti priroda (živa ili neživa; biljke ili životinje; spoj razlika), ljudi, gradovi, povijesne i kulturne znamenitosti nekog područja, razni detalji... Umjetnik stvara i pokušava svojim fotografijama nešto reći, uputiti neku poruku ljudima oko sebe. On redovito pazi na smještaj objekta na fotografiji i uočljive detalje. U takvoj vrsti fotografije ništa nije slučajno.
Poznati hrvatski fotografi
- Fjodor Fatičić
- Šime Strikoman
- Hrvoje Slovenc[1]
- Tošo Dabac
- Nenad Gattin
- Mladen Grčević
- Željko Jelenski
- Silvio Jesenković
- Milan Pavić
- Hrvoje Marko Peruzović
- Ivan Standl
- Dubravko Stipanček
- Mladen Tudor
- Nikola Nino Vranić
- Dinko Vranković
- Vedran Šamanović
- Viktor Đerek[2]

## Fotograf - reporter
Ova vrsta zanimanja je u mnogočemu različita od gore navedene. Ovaj fotograf bilježi najvažnije trenutke za koje smatra da će zainteresirati čitatelja (nekih novina ili časopisa). On ne pazi previše na neku poruku ili estetiku, već pokušava zabilježiti što veći broj informacija vidljivih na fotografiji.

### Poznatiji hrvatski fotoreporteri
- Branimir Butković

## Vanjske poveznice
- Stephan Lupino: U inspirativnoj sam krizi, ljude ne mogu više šokirati kao prije (interview), Slobodna Dalmacija, 23. 7. 1998. - prilog Tv i spektakli, br. 274., str. 8-9  Arhivirana inačica izvorne stranice od 16. veljače 2021. (Wayback Machine)